# Cathay Pacific
Cathay Pacific je zračni prijevoznik iz Hong Konga. Kompanija ima sjedište na 33. katu zgrade Pacific Palace u Hong Kongu. U svojoj floti imaju isključivo širokotrupne zrakoplove s kojima obavljaju usluge prijevoza putnika i tereta prema 168 destinacija u 42 zemlje širom svijeta. U svom vlasništvu ima i zračnog prijevoznika Dragonair koji leti prema 44 destinacije u Azijsko-Pacifičkoj regiji iz svoje baze u Hong Kongu. In 2010. su Cathay Pacific i Dragonair skupa prevezli blizu 27 milijuna putnika i preko 1,8 milijuna tona tereta.
Najveći dioničari su Swire Group i Air China. S druge strane Cathay je jedan od najvećih dioničara kompanije Air China. Prema međunarodnom udruženju za zračni transport (International Air Transport Association) Cathay je treći zračni prijevoznik u svijetu po tržišnoj kapitalizaciji. U 2010. Cathay Pacific je postao najveći međunarodni cargo zračni prijevoznik u svijetu, a zračna luka u Hong Kongu najveća u svijetu po cargo prijevozu.

## Povijest
Cathay Pacific su 24. rujna 1946. osnovali Amerikanac Roy Farrell i Australac Sydney de Kantzow. Svaki od njih je uložio 1 HK$ za osnivanje tvrtke. Cathay je ostvario prvi non-stop let preko Sjevernog pola u srpnju 1998. Isto tako, pripala im je i čast da dolaskom njihovog zrakoplova bude otvorena nova zračna luka u Hong Kongu.
Cathay Pacific je jedan od osnivača udruženja Oneworld skupa s Dragonairom kao pridruženim članom.
Prvi zrakoplov im je bio Douglas DC-3, nadimka Betsy. U početku su obavljali letove između Hong Konga i Bangkoka, Manile, i Singapura.
Osnivači su 1948. prodali 45% udjela Swire grupaciji dok je 35% prodano tvrtki Australian National Airways. Farrell i Kantzow su zadržali svaki po 10% udjela.
U 1950-im i 60-im je kompanija ostvarivala brzi rast, poglavito nakon što su 1. srpnja 1959. kupili svog rivala Hong Kong Airways. Između 1962. i 1967. su ostvarivali dvoznamenkasti rast svake godine. Prvi puta su prevezli milijun putnika 1964. godine, a iste godine su dobili i svoj prvi mlazni zrakoplov - Convair 880. Prvi Boeing 747 su dobili 1979., a 1980. su ostvarili i prvi let do Londona. Ekspanzija se nastavila i u narednim godinama te su ubrzo uveli i letove za Vancouver, San Francisco i mnoge druge gradove u Europi i Sjevernoj Americi.
Cathay Pacific je sredinom 90-ih započeo program obnove flote vrijedan 9 milijardi US$ što je dovelo do toga da imaju jednu od najmlađih flota u svijetu. Prvi Boeing 777-300 su dobili 1998. 
Dana 21. rujna 1998 Cathay Pacific je skupa s American Airlinesom, British Airwaysom, Canadian Airlinesom i Qantas Airwaysom utemeljio Oneworld udruženje zračnih prijevoznika. U 2000. su ostvarili rekordnu dobit u iznosu od 5 milijardi HK$.

## Flota

### Trenutna flota
Cathay Pacific flota putničkih zrakoplova se sastoji od isključivo širokotrupnih zrakoplova. Većina njihovih Boeing 747-400 i Boeing 777-300ER zrakoplova ima konfiguraciju sjedala u četiri klase, dok većina Airbus A340-300 i svi Airbus A330-300 zrakoplovi imaju konfiguraciju sjedala u tri klase.
* F, J, W i Y su kodovi koji označavaju klasu sjedala u zrakoplovima, a određeni su od strane Međunarodne udruge za zračni prijevoz.

### Cargo flota
Cathay Pacific Cargo posjeduje flotu od preko 20 transportnih zrakoplova koji lete na preko 40 destinacija širom svijeta. Cargo divizija je osnovana 1981.

### Umirovljena flota
Od svoga osnutka 1946. tvrtka je posjedovala mnogo različitih tipova zrakoplova. Prvi zrakoplov DC-3 "Betsy" se nalazi danas u muzeju znanosti u Hong Kongu. Drugi DC-3 Niki je izgubljen ali ne naknadno kupljen jedan isti primjerak koji je obnovljen i danas izložen u parku pokraj trening centra Cathay Pacifica.
| Zrakoplov                   | Godina umirovljenja | Bilješke                                                       |
| --------------------------- | ------------------- | -------------------------------------------------------------- |
| Airbus A340-200             | 1996.               | Iznajmljeni od Philippine Airlinesa prije isporuke A340-300    |
| Airbus A340-600             | 2009.               | Iznajmljeni od ILFC-a                                          |
| Avro Anson                  | 1950.               |                                                                |
| Boeing 707-320B             | 1983.               |                                                                |
| Boeing 747-200B             | 1997./2009.         | Neki su pretforeni. Svi 747-200 umirovljeni u 2009.            |
| Boeing 747-300              | 2002.               | 5 iznajmljeno Pakistan International Airlinesu od srpnja 2002. |
| Bristol Britannia           | ?                   |                                                                |
| Consolidated PBY Catalina   | 1948.               |                                                                |
| Convair 880                 | 1975.               |                                                                |
| Douglas DC-3                | 1961.               |                                                                |
| Douglas DC-4                | 1963.               |                                                                |
| Douglas DC-6B               | 1962.               |                                                                |
| Lockheed L-1011-100 TriStar | 1997.               | Najveći operater ovog tipa zrakoplova izvan SAD-a              |
| Lockheed L-188 Electra      | 1967.               |                                                                |

## Nesreće i incidenti
- Dana 16. srpnja 1948. Cathay Pacific PBY Catalina (VR-HDT) na letu Makao-Hong Kong je otet od strane četiri otmičara nakon što su ubili pilota nakon polijetanja. Zrakoplov se srušio u rijeku u blizini grada Zhuhai. Poginulo je 26 osoba, a preživio je samo jedan otmičar od svih osoba u zrakoplovu. Bila je to prva otmica putničkog zrakoplova u svijetu.[16]
- Dana 24. veljače 1949. Cathay Pacific Douglas DC-3 (VR-HDG) na letu Manila-Hong Kong se srušio nakon lutanja zbog lošeg vremena pri čemu su poginule sve 23 osobe u zrakoplovu.[17]
- Dana 13. rujna 1949. Cathay Pacific Douglas DC-3 (VR-HDW) pri polijetanju iz Anisakana, Burma, srušio se nakon puknuća desnog dijela stajnog trapa. Nije bilo žrtava.[18]
- Dana 23. srpnja 1954. Cathay Pacific Douglas DC-4 (VR-HEU) na letu Bangkok Hong Kong je srušen od strane kineskog vojnog zrakoplova. Zrakoplov je pao u Južno kinesko more. Deset osoba je izgubilo život, a osam je preživjelo.[19]
- Dana 5. studenoga 1967. Cathay Pacific let 33, Convair 880 (VR-HFX) na letu iz Hong Konga za Saigon je promašio pistu pri slijetanju i jedna osoba je poginula. Zrakoplov je otpisan.
- Dana 15. lipnja 1972. Cathay Pacific Convair 880 (VR-HFZ) se srušio nakon što je u kovčegu eksplodirala bomba. Poginula je 81 osoba.[20]